# Orain
Orain é uma comuna francesa na região administrativa da Borgonha-Franco-Condado, no departamento de Côte-d'Or. Estende-se por uma área de 14,43 km². Em 2010 a comuna tinha 92 habitantes (densidade: 6,4 hab./km²).